# NGC 3754
NGC 3754 ist eine  Balken-Spiralgalaxie des Typs SBc im  Sternbild Löwe. Die Galaxie wurde am 5. April 1874 von dem britischen Astronomen Ralph Copeland entdeckt.
Die Galaxie NCG 3754 bildet zusammen mit NGC 3745, NGC 3746, NGC 3748, NGC 3750, NGC 3751 und NGC 3753 die Galaxiengruppe Arp 320, nach dem Entdecker auch als Copelands Septet bezeichnet, und ergänzt durch die Galaxie PGC 36010 die Hickson Compact Group (HCG) 57. Die Galaxien NGC 3750, NGC 3753 und NGC 3754 werden als Gruppe mit VV 282 zusammengefasst. Halton Arp gliederte seinen Katalog ungewöhnlicher Galaxien nach rein morphologischen Kriterien in Gruppen. Diese Galaxiengruppe gehört zu der Klasse Gruppen von Galaxien.